# Luigi Strangis
Luigi Strangis (* 2001 in Lamezia Terme, Provinz Catanzaro) ist ein italienischer Popsänger.

## Werdegang
Strangis näherte sich der Musik im Alter von sechs Jahren, als er unter dem Einfluss seines Vaters begann, Gitarre zu lernen. Er sammelte danach in seiner Heimatstadt erste Erfahrungen bei Liveauftritten und in einem lokalen Aufnahmestudio. 2018 veröffentlichte er sein erstes, englischsprachiges Album Don’t Ever Let Go. 2021 nahm er an der 21. Staffel der Castingshow Amici di Maria De Filippi in der Gesangskategorie teil, deren Finale er im Mai 2022 für sich entscheiden konnte. Im Anschluss veröffentlichte der Sänger seine erste EP Strangis, die Platz eins der italienischen Charts erreichen konnte.

## Diskografie

### Alben und EPs
| Jahr | Titel             | Höchstplatzierung, Gesamtwochen, AuszeichnungChartplatzierungen (Jahr, Titel, Platzierungen, Wochen, Auszeichnungen, Anmerkungen) | Höchstplatzierung, Gesamtwochen, AuszeichnungChartplatzierungen (Jahr, Titel, Platzierungen, Wochen, Auszeichnungen, Anmerkungen) | Anmerkungen                                           |
| Jahr | Titel             | IT | CH | Anmerkungen                                           |
| ---- | ----------------- | --- | --- | ----------------------------------------------------- |
| 2018 | Don’t Ever Let Go | — | — | Erstveröffentlichung: 12. August 2018                 |
| 2022 | Strangis          | IT1 Gold · (12 Wo.)IT | CH79 (1 Wo.)CH | Erstveröffentlichung: 3. Juni 2022 Verkäufe: + 25.000 |
| 2022 | Voglio la gonna   | IT6 (2 Wo.)IT | — | Erstveröffentlichung: 14. Oktober 2022                |

### Singles
| Jahr | Titel Album               | Höchstplatzierung, Gesamtwochen, AuszeichnungChartsChartplatzierungen (Jahr, Titel, Album, Platzierungen, Wochen, Auszeichnungen, Anmerkungen) | Anmerkungen                                              |
| Jahr | Titel Album               | IT | Anmerkungen                                              |
| ---- | ------------------------- | --- | -------------------------------------------------------- |
| 2022 | Tienimi stanotte Strangis | IT33 Platin · (14 Wo.)IT | Erstveröffentlichung: 30. April 2022 Verkäufe: + 100.000 |

Weitere Singles
- 2021: Vivo
- 2021: Muro (IT: Gold)[3]
- 2021: Partirò da zero
- 2022: Tondo
- 2022: Stai bene su tutto
- 2023: Adamo ed Eva
- 2023: Tulipani blue (mit Matteo Romano)

## Belege
1. ↑  Elena Palmieri: Amici 2022, Luigi: chi è il vincitore della ventunesima edizione. In: Rockol.it. 16. Mai 2022, abgerufen am 28. September 2022 (italienisch).
2. ↑  Chartquellen (Alben):
  - Alben von Luigi Strangis. In: italiancharts.com. Hung Medien, abgerufen am 28. September 2022.
  - Alben von Luigi Strangis. In: hitparade.ch. Hung Medien, abgerufen am 28. September 2022.
3. 1 2 3 4  Certificazioni. FIMI, abgerufen am 5. März 2024 (italienisch).
4. ↑  Archivio classifiche Top Singoli. FIMI, abgerufen am 5. März 2024 (italienisch).

| Personendaten    | Personendaten                    |
| ---------------- | -------------------------------- |
| NAME             | Strangis, Luigi                  |
| KURZBESCHREIBUNG | italienischer Popsänger          |
| GEBURTSDATUM     | 2001                             |
| GEBURTSORT       | Lamezia Terme, Provinz Catanzaro |